# London Calling
London Calling là album phòng thu thứ ba của ban nhạc punk rock người Anh, The Clash, được phát hành ngày 14 tháng 12 năm 1979 tại Anh bởi CBS Records, sau đó vào tháng 1 năm 1980 tại Mỹ bởi Epic Records. Album đánh dấu bước ngoặt lớn trong phong cách âm nhạc của ban nhạc khi những yếu tố ska, funk, pop, soul, jazz, rockabilly và reggae được họ sử dụng một cách rõ ràng hơn hẳn so với 2 album trước đó.
Chủ đề của album đề cập tới những vấn đề như thay đổi cơ cấu xã hội, thất nghiệp, chủng tộc, sử dụng ma túy và trách nhiệm của người trưởng thành. London Calling nhận được nhiều đánh giá tích cực và được tạp chí Rolling Stone xếp hạng 8 trong danh sách "500 album vĩ đại nhất" vào năm 2003. Đây cũng là album top 10 tại Anh, trong đó đĩa đơn "London Calling" cũng có tên trong top 20. Album bán được khoảng 5 triệu bản trên toàn thế giới và có được chứng chỉ Bạch kim tại Mỹ.

## Thu âm và sản xuất
Sau khi hoàn thiện album thứ hai của mình, Give 'Em Enough Rope (1978), The Clash chia tay quản lý Bernard Rhodes. Sự kiện này khiến ban nhạc buộc phải rời khỏi phòng thu ở Camden Town và tìm một địa điểm mới để thu âm. Quyết định lấy cảm hứng từ rockabilly, ska, reggae và jazz, họ bắt đầu thực hiện album mới trong khoảng mùa hè năm 1979. Quản lý tour diễn của nhóm, Johnny Green, tìm được cho họ một phòng thu có tên Vanilla Studios nằm phía sau garage nhà mình ở Pimlico. The Clash lập tức phác thảo và thu những bản demo đầu tiên, với Mick Jones sáng tác và hòa âm phần âm nhạc còn Joe Strummer phụ trách phần ca từ.
Cũng giống như với album trước, The Clash bắt đầu đi từ thể loại đặc trưng của mình là punk rock. Tuy nhiên, trong 2 lần đi tour tại Mỹ vào năm 1979, họ tiếp nhận những ảnh hưởng từ nhạc R&B khi được tiếp xúc với những nghệ sĩ như Bo Diddley, Sam & Dave, Lee Dorsey và Screamin' Jay Hawkins, từ nghệ sĩ hát nhạc đồng quê kiểu mới Joe Ely và ban nhạc punk rockabilly, The Cramps. Những mối quan tâm này cùng với rock 'n' roll đều được xuất hiện trong London Calling.
Tháng 8 năm 1979, ban nhạc cùng tới phòng thu Wessex Studios để bắt đầu thu âm album. Họ mời Guy Stevens là nhà sản xuất album lần này chủ yếu nhằm tận dụng hãng đĩa CBS Records. Stevens là một người nghiện rượu và ma túy nặng, và phương pháp sản xuất của ông thì bị cho là không phù hợp. Trong quá trình thu âm, ông có treo nhiều chiếc thang và ghế lộn ngược nhằm tạo không khí nổi loạn của rock 'n' roll. The Clash cộng tác rất tốt với Stevens, đặc biệt là cây bass Paul Simonon khi anh cho rằng công việc đạt được là rất hiệu quả và sáng tạo cho khả năng chơi bass và thu âm của mình. Họ thậm chí còn chơi cả bóng đá trong khoảng thời gian này. Đây cũng là cách giúp họ hiểu nhau hơn mà lại có thể dành tâm trí ra khỏi âm nhạc, và hầu hết những trận đá bóng đều hết sức nghiêm túc. Việc giúp gắn kết các thành viên của ban nhạc đã góp phần làm cho việc thu âm diễn ra dễ dàng hơn và sáng tạo hơn. Album được thu âm trong khoảng 5-6 tuần với 18 giờ làm việc/ngày, trong đó có rất nhiều ca khúc được hoàn chỉnh chỉ sau 2 lần thu.

## Âm nhạc và ca từ
Theo nhà nghiên cứu âm nhạc Mark Kidel, London Calling là album-kép post punk đầu tiên vượt ra khỏi phong cách âm nhạc vốn có của The Clash. Stephen Thomas Erlewine cho rằng album đã làm nổi bật nên "văn hóa punk lẫn trong rock 'n' roll và cả nhạc dân ca truyền thống", cùng với đó là pha trộn nhiều yếu tố ngoại lai như reggae, rockabilly, ska, New Orleans R&B, pop, lounge jazz và hard rock. Nhà báo Greg Kot bình luận quan điểm của ban nhạc về âm nhạc truyền thống đã đi xa hơn "thái độ muốn-thổi-tung-quá-khứ" của nhạc punk. Cây viết Jack Sargeant nhấn mạnh rằng "đó là khi The Clash chia tay thứ nhạc punk nguyên thủy của mình để đẩy thứ chiết trung và đa dạng của nhạc punk tới miền đất mới [nằm trong album] vốn tạo nên rất nhiều phản ứng trái chiều".
Các ca khúc của album nhìn chung nói về chủ đề thành phố London cùng những nhân vật tưởng tượng, trong đó có tên tội phạm mang tên Jimmy Jazz và tay vận chuyển vũ khí Jimmy Cliff sống ở Brixton. Một vài ca khúc được thêm với lối kể chuyện, lấy cảm hứng từ những "gã tổng thống tàn độc" chuyên thực hiện những vụ "đàn áp", liên hệ với tư tưởng của Nội chiến Tây Ban Nha và giải thích vì sao xã hội tiêu dùng đã khiến người dân ngày càng thờ ơ với chính trị qua ca khúc "Lost in the Supermarket". Cây viết Sal Ciolfi của PopMatters được dẫn dắt bởi những tình huống và nhân vật thành thị kiểu mới, chạm tới những chủ đề như tình dục, trầm cảm và khẳng định cá nhân. Nhà phân tích âm nhạc Tom Carson cho rằng trong khi album vẫn có trong mình âm thanh của rock 'n' roll từ quá khứ thì quan điểm và ca từ đã vẽ nên lịch sử, chính trị và cả những câu chuyện tưởng tượng liên quan.
Ca khúc chủ đề, "London Calling" ít nhiều liên quan tới sự cố hạt nhân ở Three Mile Island, Pennsylvania. Phần ca từ của Strummer ngoài ra còn đề cập tới những vấn đề như thất nghiệp, va chạm chủng tộc và sử dụng ma túy tại Anh. Ca khúc thứ 2, "Brand New Cadillac", được sáng tác bởi Vince Taylor và là ca khúc đầu tiên của album được thu âm. Ban nhạc cho rằng đây là "một trong những bản thu rock 'n' roll kiểu Anh nhất" và coi đây là một sản phẩm khởi động cho album. "Rudie Can't Fail", ca khúc thứ năm của album, sử dụng dàn dây và pha trộn nhiều yếu tố của pop, soul và reggea. Phần ca từ của ca khúc nói về một chàng trai trẻ cảm thấy bất lực trước trách nhiệm ở tuổi trưởng thành. Strummer viết nên "Lost in the Supermarket" sau khi nghe những câu chuyện tuổi thơ cùng mẹ và bà ngoại của Jones. "Clampdown" được mở đầu bằng một đoạn nhạc không lời có tên "Working and Waiting". Phần ca từ của ca khúc đề cập tới lý tưởng sống của giới trẻ, góp phần ủng hộ việc chống lại những quan điểm cố hữu – status quo.
"The Guns of Brixton" là sáng tác đầu tiên của Paul Simonon trở thành ca khúc của ban nhạc và cũng là ca khúc đầu tiên anh đảm nhiệm hát chính. Simonon có chút lo lắng về phần ca từ khi nó đề cập tới những tham vọng cá nhân quá sức, tuy nhiên nó lại khiến Strummer để ý và quyết tâm hoàn thiện nó. Với "Death or Glory", Strummer giãi bày cuộc đời mình qua việc nhìn lại và đánh giá những rắc rối và cả trách nhiệm của tuổi trưởng thành. Trong "The Card Cheat", ban nhạc đã cố gắng thu âm mỗi phần của ca khúc với "âm thanh to nhất có thể". "Lover's Rock" thì ủng hộ tình dục an toàn và kế hoạch hóa gia đình. Ca khúc phong cách reggea "Revolution Rock" bị tạp chí NME chê bai khi cho rằng Strummer và Jones không có khả năng viết nên những ca khúc tình yêu. Ca khúc cuối cùng của album, "Train in Vain", ban đầu không được có tên ở phần bìa đĩa: ban đầu ca khúc này vốn không nằm trong ý định đưa vào album xuyên suốt quá trình quảng bá cùng NME, song cuối cùng lại có mặt sau những đồng thuận chung.

## Thiết kế
Phần ảnh bìa là hình chụp tay bass Paul Simonon đang đập chiếc Fender Precision Bass trên sân khấu The Palladium ở New York ngày 21 tháng 9 năm 1979 trong tour diễn tại Mỹ lần thứ năm của The Clash. Nhiếp ảnh gia Pennie Smith vốn không muốn dùng bức ảnh này làm bìa đĩa. Cô cho rằng bức ảnh bị mất nét, tuy nhiên nghệ sĩ thiết kế Ray Lowry cho rằng bức ảnh là hoàn hảo cho phần bìa. Năm 2002, phần bìa này được tạp chí Q chọn là ảnh bìa album rock 'n' roll xuất sắc nhất mọi thời đại với lời bình "tổng hợp được mọi yếu tố đỉnh cao của nhạc rock 'n' roll – sự mất kiểm soát tuyệt đối".
Phần thiết kế bìa đĩa này của Lowry được phỏng theo phần bìa album đầu tay của Elvis Presley. Năm 1995, ban nhạc Big Audio Dynamite của cựu thành viên The Clash, Mick Jones, cũng lấy lại thiết kế cho album F-Punk của mình. Phần bìa đĩa của London Calling sau đó được bình chọn ở vị trí số 9 trong danh sách những phần bìa xuất sắc nhất mọi thời đại bởi tạp chí Q vào năm 2001 và sau đó trở thành một trong số 10 phần bìa đĩa được Royal Mail chọn để đưa lên bộ tem mang tên "Classic Album Cover" vào tháng 1 năm 2010.

## Phát hành
Album được phát hành dưới dạng đĩa than ở Anh vào giữa tháng 12 năm 1979, và dưới dạng đĩa than và băng từ tại Mỹ 2 tuần sau. Bản LP bìa ảnh liền chỉ được bày bán tại thị trường Nhật Bản. Cho dù London Calling là album-kép, nó cũng chỉ được bán với giá như LP bình thường. Hãng đĩa CBS ban đầu thậm chí còn từ chối phát hành album dưới dạng album-kép, trái lại họ đề nghị cho theo kèm một đĩa đơn 12-inch 33⅓ rpm. Dĩ nhiên ấn bản đĩa đơn 12-inch này bao gồm 9 ca khúc còn lại của album gốc.
Sau khi phát hành, London Calling bán được khoảng 2 triệu đĩa. Album có được vị trí thứ 9 tại Anh và đạt chứng chỉ Vàng ngay tháng 12 năm 1979. Tuy nhiên album lại được biết tới nhiều ở ngoài biên giới nước Anh, đạt vị trí số 2 tại Thụy Điển và số 4 tại Na Uy. Tại Mỹ, London Calling có được vị trí số 27 tại bảng xếp hạng Billboard và đạt chứng chỉ Bạch kim vào tháng 2 năm 1996. Album cũng giúp ban nhạc bán được 2 đĩa đơn thành công nhất sự nghiệp. "London Calling" được bày bán quảng bá album vào ngày 7 tháng 12 năm 1979 và đạt vị trí 11 tại UK Singles Chart. Phần video ca nhạc, đạo diễn bởi Don Letts, quay lại cảnh ban nhạc trình diễn ca khúc trên chiếc thuyền bên bờ sông Thames. Tại Mỹ, ca khúc mặt B của "London Calling", "Train in Vain", được phát hành dưới dạng đĩa đơn vào tháng 2 năm 1980 và đạt vị trí số 23 tại Billboard Hot 100. Đĩa đơn "London Calling"/"Train in Vain" sau đó cũng có vị trí 30 tại Billboard Disco Chart.
Ấn bản băng cassette chỉ được phát hành tại Anh. Bản CD sau đó được bày bán tại Anh vào năm 1987, sau đó được chỉnh âm và tái bản tại Anh vào năm 1999 và tại Mỹ vào năm 2000 cùng những sản phẩm lưu trữ khác của ban nhạc. Năm 2004, ấn bản kỷ niệm 25 năm phát hành Legacy Edition được phát hành với định dạng CD và DVD. CD còn bao gồm bonus The Vanilla Tapes là những phần thu âm bị thất lạc của ban nhạc vào năm 1979. DVD bao gồm bộ phim The Last Testament – The Making of London Calling được thực hiện bởi Letts và nhiều cảnh quay chưa từng công bố. Một ấn bản LP trang trí được phát hành hạn chế vào năm 2010.

## Danh sách ca khúc
Tất cả các ca khúc được viết bởi Joe Strummer và Mick Jones, các sáng tác khác được ghi chú bên.
| Mặt A | Mặt A                               | Mặt A           | Mặt A      |
| STT   | Nhan đề                             | Hát chính       | Thời lượng |
| ----- | ----------------------------------- | --------------- | ---------- |
| 1.    | "London Calling"                    | Strummer        | 3:19       |
| 2.    | "Brand New Cadillac" (Vince Taylor) | Strummer        | 2:09       |
| 3.    | "Jimmy Jazz"                        | Strummer        | 3:52       |
| 4.    | "Hateful"                           | Strummer        | 2:45       |
| 5.    | "Rudie Can't Fail"                  | Strummer, Jones | 3:26       |

| Mặt B | Mặt B                                | Mặt B           | Mặt B      |
| STT   | Nhan đề                              | Hát chính       | Thời lượng |
| ----- | ------------------------------------ | --------------- | ---------- |
| 1.    | "Spanish Bombs"                      | Strummer, Jones | 3:19       |
| 2.    | "The Right Profile"                  | Strummer        | 3:56       |
| 3.    | "Lost in the Supermarket"            | Strummer        | 3:47       |
| 4.    | "Clampdown"                          | Strummer, Jones | 3:49       |
| 5.    | "The Guns of Brixton" (Paul Simonon) | Simonon         | 3:07       |

| Mặt C | Mặt C                                                                                              | Mặt C     | Mặt C      |
| STT   | Nhan đề                                                                                            | Hát chính | Thời lượng |
| ----- | -------------------------------------------------------------------------------------------------- | --------- | ---------- |
| 1.    | "Wrong 'Em Boyo" (Clive Alphonso; trình bày lần đầu bởi The Rulers; bao gồm ca khúc "Stagger Lee") | Strummer  | 3:10       |
| 2.    | "Death or Glory"                                                                                   | Strummer  | 3:55       |
| 3.    | "Koka Kola"                                                                                        | Strummer  | 1:46       |
| 4.    | "The Card Cheat"                                                                                   | Jones     | 3:51       |

| Mặt D | Mặt D                                                                                                  | Mặt D     | Mặt D      |
| STT   | Nhan đề                                                                                                | Hát chính | Thời lượng |
| ----- | --- | --------- | ---------- |
| 1.    | "Lover's Rock"                                                                                         | Strummer  | 4:01       |
| 2.    | "Four Horsemen"                                                                                        | Strummer  | 2:56       |
| 3.    | "I'm Not Down"                                                                                         | Jones     | 3:00       |
| 4.    | "Revolution Rock" (Jackie Edwards, Danny Ray; trình bày lần đầu bởi Danny Ray and the Revolutionaries) | Strummer  | 5:37       |
| 5.    | "Train in Vain"                                                                                        | Jones     | 3:09       |

- Trong ấn bản gốc của album, "Train in Vain" không có tên trong phần bìa cũng như trong lưu trữ của hãng thu âm, nhưng có một miếng dán nhỏ ở phần vỏ bọc ghi chú sự tồn tại của ca khúc. Nó cũng không có trong ấn bản đĩa than cho phần mặt D của album. Các ấn bản sau này quyết định đưa ca khúc này vào danh sách chính thức.

| Ấn bản kỷ niệm 25 năm phát hành bonus disc – "The Vanilla Tapes" | Ấn bản kỷ niệm 25 năm phát hành bonus disc – "The Vanilla Tapes" | Ấn bản kỷ niệm 25 năm phát hành bonus disc – "The Vanilla Tapes" | Ấn bản kỷ niệm 25 năm phát hành bonus disc – "The Vanilla Tapes" |
| STT                                                              | Nhan đề                                                          | Sáng tác                                                         | Thời lượng                                                       |
| ---------------------------------------------------------------- | ---------------------------------------------------------------- | ---------------------------------------------------------------- | ---------------------------------------------------------------- |
| 1.                                                               | "Hateful"                                                        | Strummer, Jones                                                  | 3:23                                                             |
| 2.                                                               | "Rudie Can't Fail"                                               | Strummer, Jones                                                  | 3:08                                                             |
| 3.                                                               | "Paul's Tune"                                                    | Simonon                                                          | 2:32                                                             |
| 4.                                                               | "I'm Not Down"                                                   | Strummer, Jones                                                  | 3:24                                                             |
| 5.                                                               | "4 Horsemen"                                                     | Strummer, Jones                                                  | 2:45                                                             |
| 6.                                                               | "Koka Kola, Advertising & Cocaine"                               | Strummer, Jones                                                  | 1:57                                                             |
| 7.                                                               | "Death or Glory"                                                 | Strummer, Jones                                                  | 3:47                                                             |
| 8.                                                               | "Lover's Rock"                                                   | Strummer, Jones                                                  | 3:45                                                             |
| 9.                                                               | "Lonesome Me"                                                    | The Clash                                                        | 2:09                                                             |
| 10.                                                              | "The Police Walked in 4 Jazz"                                    | Strummer, Jones                                                  | 2:19                                                             |
| 11.                                                              | "Lost in the Supermarket"                                        | Strummer, Jones                                                  | 3:52                                                             |
| 12.                                                              | "Up-Toon" (instrumental)                                         | Strummer, Jones                                                  | 1:57                                                             |
| 13.                                                              | "Walking the Slidewalk"                                          | The Clash                                                        | 2:34                                                             |
| 14.                                                              | "Where You Gonna Go (Soweto)"                                    | Sonny Okosun                                                     | 4:05                                                             |
| 15.                                                              | "The Man in Me"                                                  | Bob Dylan                                                        | 3:57                                                             |
| 16.                                                              | "Remote Control"                                                 | Strummer, Jones                                                  | 2:39                                                             |
| 17.                                                              | "Working and Waiting"                                            | Strummer, Jones                                                  | 4:11                                                             |
| 18.                                                              | "Heart & Mind"                                                   | The Clash                                                        | 4:27                                                             |
| 19.                                                              | "Brand New Cadillac"                                             | Taylor                                                           | 2:08                                                             |
| 20.                                                              | "London Calling"                                                 | Strummer, Jones                                                  | 4:26                                                             |
| 21.                                                              | "Revolution Rock"                                                | Edwards, Ray                                                     | 3:51                                                             |

| Bonus DVD | Bonus DVD                                           | Bonus DVD  |
| STT       | Nhan đề                                             | Thời lượng |
| --------- | --------------------------------------------------- | ---------- |
| 1.        | "The Last Testament: The Making of London Calling"  |            |
| 2.        | "London Calling" (Music video)                      |            |
| 3.        | "Train in Vain" (Music video)                       |            |
| 4.        | "Clampdown" (Music video)                           |            |
| 5.        | "Hậu trường thu âm của ban nhạc tại Wessex Studios" |            |

## Thành phần tham gia sản xuất
The Clash
- Joe Strummer – hát chính, hát nền, guitar nền, piano.
- Mick Jones – guitar lead, piano, harmonica, hát chính và hát nền.
- Paul Simonon – bass, hát nền, hát chính trong "The Guns of Brixton".
- Topper Headon – trống, định âm.

Nghệ sĩ khách mời
- Mickey Gallagher – organ.
- The Irish Horns – dàn hơi.

Sản xuất
- Guy Stevens – sản xuất.
- Bill Price – kỹ thuật viên âm thanh.
- Jerry Green – kỹ thuật viên hỗ trợ.
- Ray Lowry – thiết kế.
- Pennie Smith – chụp hình.

## Đánh giá
| Đánh giá chuyên môn           | Đánh giá chuyên môn |
| Điểm trung bình               | Điểm trung bình     |
| Nguồn                         | Đánh giá            |
| ----------------------------- | ------------------- |
| Metacritic                    | 100/100             |
| Nguồn đánh giá                |                     |
| Nguồn                         | Đánh giá            |
| Allmusic                      | [ 15 ]              |
| Chicago Sun-Times             | [ 50 ]              |
| Robert Christgau              | A+                  |
| The Guardian                  | [ 52 ]              |
| Mojo                          | [ 53 ]              |
| Pitchfork Media               | 10/10               |
| Q                             | [ 55 ]              |
| Rolling Stone                 | [ 56 ]              |
| The Rolling Stone Album Guide | [ 57 ]              |
| Uncut                         | [ 58 ]              |

London Calling có được những đánh giá tích cực trên toàn thế giới ngay từ khi mới phát hành. Trên tờ The New York Times, nhà báo John Rockwell cho rằng album đã chính thức mang tới sự tôn trọng cho The Clash vì những vấn đề chính trị và xã hội nghiêm túc được trình bày qua âm nhạc cùng những dự cảm cách tân và thông điệp quan trọng: "Đây là album quy tụ những năng lượng rõ ràng của The Clash, dung hòa khả năng sản xuất của Guy Stevens, khơi gợi sự sâu lắng trong ý tưởng và cả sự sáng tạo hơn hẳn những sản phẩm trước đó của ban nhạc." Tom Carson của tạp chí Rolling Stone bình luận phần âm nhạc đã tôn vinh "sự lãng mạn trong sự nổi loạn của rock 'n' roll" với sự rộng lớn, đầy cảm hứng để người nghe "không chỉ hồ hởi mà còn hiểu được giá trị của mình và trân trọng cuộc sống".
London Calling cũng đừng đầu mục bình chọn Pazz & Jop của độc giả tờ The Village Voice. Cây viết Robert Christgau cũng đánh giá đây là album xuất sắc nhất thập niên 1980 với lời nhận xét "nó gợi nên tính cấp bách, sức sống và tham vọng (phong cách bìa đĩa của Elvis!), tràn ngập sự bi quan và quan điểm cánh tả". Trong một góc nhìn khác, ông cũng cho rằng đây là album-kép xuất sắc nhất kể từ Exile on Main St. (1972) của The Stones và đánh giá cao việc nó đã giúp trải rộng âm thanh guitar đặc trưng "nồng ấm, giận dữ, suy tư, tự tin, giàu tính giai điệu và hard rock" của The Clash qua tài năng âm nhạc của họ.
Theo nhà nghiên cứu âm nhạc người Anh Dave Thompson, London Calling đã góp phần xây dựng hình ảnh The Clash "không chỉ là một nhóm punk đơn giản" và là một bản thu post-punk "thuyết phục" đầy kích thích, cho dù nó tập hợp nhiều yếu tố hỗn hợp và đôi lúc cả những ảnh hưởng âm nhạc rời rạc. Nhà báo Don McLeese của tờ Chicago Sun-Times gọi đây là album xuất sắc nhất và "sản phẩm punk mượt mà nhất" khi nhận thấy ban nhạc đã mở rộng tính nghệ thuật của mình mà không có bất kể điểm tương đồng nào với sự mạnh mẽ và gần gũi trước đây của họ. Sal Ciolfi của PopMatters gọi đây là "bộ sưu tập kì vĩ, ồn ào và đẹp đẽ về nỗi đau, sự tức giận, suy nghĩ khôn nguôi và hơn hết là hi vọng" vẫn luôn khiến cảm thấy "xác đáng và rung động". Trong bài viết bình luận, tạp chí Uncut cho rằng những ca khúc và nhân vật trong phần ca từ có mối liên hệ với nhau vì tính đặc trưng trong chủ đề của album và nhấn mạnh rằng bonus disc "The Vanilla Tapes" đã làm bổ sung hoàn chỉnh "sản phẩm kinh điển" này.

### Tôn vinh
London Calling được rất nhiều nhà chuyên môn đánh giá là một trong những album rock vĩ đại nhất, trong đó có Stephen Thomas Erlewine của Allmusic khi ông gọi album này có âm thanh tuyệt vời hơn "hầu hết những album khác, đứng đầu trong số mọi album-kép". Năm 1987, Robert Hilburn của tờ Los Angeles Times xếp album ở vị trí số 4 trong danh sách "Album vĩ đại nhất trong 10 năm trở lại", và nếu như album đầu tay của The Clash là một kiệt tác thì London Calling đánh dấu "một thời đại mới", giúp ban nhạc tiến tới "một vùng đất post-punk màu mỡ". Năm 1989, tạp chí Rolling Stone chọn đây là album xuất sắc nhất thập niên 1980. Năm 1999, tờ Q bình chọn đây là album vĩ đại thứ 4 mọi thời đại của nước Anh với lời bình "sản phẩm xuất sắc nhất của The Clash và xa hơn nữa một trong những album hay nhất từng thực hiện". Năm 2002, Q đưa album vào trong danh sách "100 album punk vĩ đại nhất", và tới năm 2003, tạp chí Mojo xếp album ở vị trí số 22 trong danh sách "50 album punk vĩ đại nhất", trong khi cây viết nổi tiếng Colin Larkin xếp London Calling ở vị trí số 2 trong danh sách những album punk vĩ đại nhất.
London Calling có được vị trí số 6 trong danh sách những album xuất sắc nhât thập niên 1970 bởi tạp chí NME, sau đó là vị trí số 2 trong danh sách tương tự của Pitchfork Media với lời bình luận của Amanda Petrusich rằng "đỉnh cao sáng tạo" của The Clash trong tư cách là "ban nhạc rock" chứ không phải ban nhạc punk. Năm 2003, tạp chí Rolling Stone xếp album ở vị trí số 8 trong danh sách "500 album vĩ đại nhất" của mình. Tom Sinclair của Entertainment Weekly gọi đây là "album vĩ đại nhất" trong nhan đề bài báo về album vào năm 2004. Năm 2007, London Calling được xứng tên tại Grammy Hall of Fame – tuyển tập những sản phẩm có giá trị về âm nhạc và lịch sử. Trong lần kỷ niệm 30 năm phát hành, album cũng nằm trong 2009 Masterpieces Series của đài BBC Radio 1 như một trong những album vĩ đại nhất mọi thời đại.

## Phim
Năm 2012, BBC cho công bố bộ phim quay lại quá trình thu âm London Calling. Mick Jones và Paul Simonon tham gia làm giám đốc sản xuất bộ phim này. Phần kịch bản được biên tập bởi Jez Butterworth và việc thực hiện được bắt đầu từ năm 2011. Alison Owen và Paul Trijbits là 2 nhà sản xuất cho dự án này.

## Xếp hạng
| Năm  | Bảng xếp hạng             | Vị trí cao nhất |
| ---- | ------------------------- | --------------- |
| 1979 | Swedish Albums Chart      | 2               |
| 1979 | UK Albums Chart           | 9               |
| 1980 | Austrian Albums Chart     | 17              |
| 1980 | Canadian RPM Albums Chart | 12              |
| 1980 | New Zealand Albums Chart  | 12              |
| 1980 | Norwegian Albums Chart    | 4               |
| 1980 | US Billboard 200          | 27              |
| 2003 | Irish Albums Chart        | 23              |
| 2004 | Norwegian Albums Chart    | 17              |
| 2004 | Swedish Albums Chart      | 45              |
| 2004 | Swiss Albums Chart        | 72              |
| 2004 | UK Albums Chart           | 26              |
| 2009 | Spanish Albums Chart      | 52              |
| 2011 | Top Pop Catalog Albums    | 38              |
| 2012 | Polish Albums Chart       | 38              |

Chú thích
1. 1 2 3

## Chứng chỉ
| Quốc gia                                 | Chứng nhận | Số đơn vị/doanh số chứng nhận |
| ---------------------------------------- | ---------- | ----------------------------- |
| Anh Quốc (BPI)                           | Bạc        | 60.000^                       |
| Anh Quốc (BPI)                           | Vàng       | 100.000^                      |
| Canada (Music Canada)                    | Vàng       | 50.000^                       |
| Hoa Kỳ (RIAA)                            | Vàng       | 500.000^                      |
| Hoa Kỳ (RIAA)                            | Bạch kim   | 1.000.000^                    |
| * Chứng nhận dựa theo doanh số tiêu thụ. |            |                               |